# Chloroclystis laetitia
Chloroclystis laetitia là một loài bướm đêm trong họ Geometridae.